# Нерівність Шапіро
Нерівність Шапіро запропонована Г. Шапіро 1954 року.

## Заява про нерівність
Нехай n — натуральне число, а {\displaystyle x_{1},x_{2},\dots ,x_{n}} — додатні числа, такі що:
- n парне і {\displaystyle n\leq 12}, або
- n непарне і {\displaystyle n\leq 23}.

Тоді Нерівність Шапіро стверджує, що
{\displaystyle \sum _{i=1}^{n}{\frac {x_{i}}{x_{i+1}+x_{i+2}}}\geq {\frac {n}{2}}}
де {\displaystyle x_{n+1}=x_{1},x_{n+2}=x_{2}}.
Для більших значень n нерівність не має[уточнити] і сувора нижня межа дорівнює {\displaystyle \gamma {\frac {n}{2}}}, де {\displaystyle \gamma \approx 0.9891\dots }.
Початкові доведення нерівності в основних випадках {\displaystyle n=12} (Годунова та Левін, 1976) та {\displaystyle n=23} (Troesch, 1989) покладаються на чисельні розрахунки. 2002 року PJ Bushell та JB McLeod опублікували аналітичні доведення для {\displaystyle n=12}.
Значення γ було визначено 1971 року Володимиром Дрінфельдом, який виграв Медаль Філдса 1990 року. Окремо Дрінфельд показав, що точна нижня межа γ задана {\displaystyle {\frac {1}{2}}\psi (0)}, де ψ — функція опуклої оболонки {\displaystyle f\left(x\right)=e^{-x}} і {\displaystyle g\left(x\right)={\frac {2}{e^{x}+e^{\frac {x}{2}}}}} (Тобто область над графіком ψ є опуклою оболонкою об'єднання областей над графіками f і g).
Внутрішні локальні міміми лівої частини завжди {\displaystyle \geq {\frac {n}{2}}} (Nowosad, 1968).

## Контрприклади для більшихn
Перший контрприклад був знайдений Lighthill 1956 року для {\displaystyle n=20}:
{\displaystyle x_{20}=(1+5\epsilon ,6\epsilon ,1+4\epsilon ,5\epsilon ,1+3\epsilon ,4\epsilon ,1+2\epsilon ,3\epsilon ,1+\epsilon ,2\epsilon ,1+2\epsilon ,\epsilon ,1+3\epsilon ,2\epsilon ,1+4\epsilon ,3\epsilon ,1+5\epsilon ,4\epsilon ,1+6\epsilon ,5\epsilon )}, де {\displaystyle \epsilon } близька до 0.
Тоді ліва частина дорівнює {\displaystyle 10-\epsilon ^{2}+O(\epsilon ^{3})}, тобто {\displaystyle <10}, коли {\displaystyle \epsilon } достатньо мале.
Наступним контрприклад для {\displaystyle n=14} навів Троуш (1985):
{\displaystyle x_{14}} = (0, 42, 2, 42, 4, 41, 5, 39, 4, 38, 2, 38, 0, 40) (Troesch, 1985)